# 丁烯酮
丁烯酮（也称为甲基乙烯基酮，缩写MVK），结构式CH3COCH＝CH2。是最简单的α,β-不饱和酮。

## 性质
无色具有刺激性臭味的挥发性液体。可燃。易溶于水、甲醇、乙醇、乙醚、丙酮、冰醋酸，微溶于烃。与水形成二元共沸物，共沸点75°C（101.3kPa），含水12％。有毒，对皮肤、眼、鼻和咽喉粘膜有刺激作用，致视力障碍。可经皮肤吸收中毒，与皮肤接触造成斑痕。蒸气吸入时可引起喘息、支气管炎和肺气肿。

## 制备
由丙酮与甲醛在氢氧化钠存在下於80～90°C缩合和(草酸作用下)脱水而得。
{\displaystyle \ CH_{3}COCH_{3}+HCHO\rightarrow CH_{3}COCH_{2}CH_{2}OH}{\displaystyle \ CH_{3}COCH\!=\!CH_{2}}
也可由乙烯基乙炔在硫酸／硫酸汞存在下水合制得。

## 用途
用作单体、阴离子树脂原料、烷化剂，以及甾族化合物、维生素A和毒气等的合成中间体等。